# Emeterio Echeverría y Barrena
Emeterio Echeverría y Barrena (Arlegui (Navarra), 3 de marzo de 1880 - Ciudad Real, 23 de diciembre de 1954) fue un obispo español.

## Biografía
Ingresó en el Seminario Conciliar de Pamplona en 1892, donde cursó tres años de Latinidad y Humanidades, tres de Filosofía y cinco de Teología. Fue ordenado sacerdote el 4 de abril de 1904 y celebró su primera misa en su pueblo natal.
Obtuvo el grado de Licenciado en Teología en la Real y Pontificia Universidad de Zaragoza. Previos ejercicios de concurso, fue nombrado párroco de Artaza en 1904 y permaneció en este cargo durante quince meses. En 1905 fue llamado al Seminario de Pamplona, donde desempeñó distintas clases de Latinidad y Filosofía, hasta el año 1930. En 1924 se le nombró vicerrector del Seminario, cargo que desempeñó, asimismo, hasta 1939.
El 8 de mayo del mismo año fue nombrado canciller secretario de Cámara del Obispado de Pamplona, y en febrero de 1942, canónigo pontificio. El 13 de julio de 1942 se le designó vicario general de la diócesis de Pamplona y administrador de Capellanía y colector de misa, cargos en los que, como los anteriores, realizó una meritísima labor. Fue vocal eclesiástico de la Junta Provincial de Beneficencia de Navarra.
El 29 de diciembre de 1942 fue nombrado obispo titular de Dora y prior de las Órdenes Militares con sede en Ciudad Real, siendo el 28 de marzo de 1943 la fecha de ordenación como prelado.
En el diario ABC, el viernes 24 de diciembre de 1954 se publicó: 

"Con motivo del fallecimiento del obispo se recuerda en la ciudad el gran interés que tenía por el Seminario, hasta el extremo de que, gracias a su actividad y celo, se incorporaron a los cuadros diocesanos durante los años que rigió la diócesis 85 nuevos sacerdotes. El crecimiento de vocaciones le hizo inaugurar un seminario menor en esta capital, pero como resultara insuficiente acometió la empresa de dotar a la diócesis de otro nuevo, cuya primera piedra se colocó el 10 de mayo último."
"Su interés por las parroquias de la diócesis le llevó a recorrer todas las de los pueblos. A su celo se debe el que tengan sacerdotes muchos pueblos que no los tenían desde hacía años, algunos, como Aldea de San Benito, desde hacía siglos."
"Era muy caritativo. Sus diocesanos hicieron una colecta para regalarle un automóvil, pero el obispo puso el dinero a disposición del Papa en una de las visitas “Ad Limina” que hizo al Santo Padre."
ABC

Su sepultura se halla en la capilla penitencial de la Catedral de Ciudad Real, junto a la de su antecesor en el episcopado manchego Casimiro Piñera y Naredo. Tiene un parque dedicado en Ciudad Real.